# Joan Greenwood
Joan Greenwood (ur. 4 marca 1921, zm. 28 lutego 1987) — brytyjska aktorka filmowa i telewizyjna.

## Filmografia
seriale
- 1948: The Philco Television Playhouse
- 1964: The Wednesday Play
- 1984: Wyspa Ellis jako Madame Levitska
- 1985: Girls on Top jako Pani Chloe Carlton

film
- 1941: He Found a Star jako Babe Cavour
- 1947: Urodzony w październiku jako Jenny Carden
- 1949: Szlachectwo zobowiązuje jako Sibella
- 1952: Brat marnotrawny jako Gwendolen Fairfax
- 1963: Przygody Toma Jonesa jako Lady Bellaston
- 1985: Past Caring jako Stella

## Nagrody i nominacje
Za rolę Lady Bellaston w filmie Przygody Toma Jonesa została nominowana do nagrody Złotego Globu.